# ستريذام (دائرة انتخابية في المملكة المتحدة)
ستريذام (بالإنجليزية: Streatham)‏ هي إحدى الدوائر الانتخابية في المملكة المتحدة الممثلة في مجلس العموم في برلمان المملكة المتحدة.
عضو البرلمان الذي يمثلها حالياً هو :Rt Hon Keith Hill (Lab).